# باقر أباد (زين أباد)
باقر أباد (بالفارسية: باقرآباد) هي مستوطنة تقع في إيران في قسم زين أباد الريفي.